# Meta-aluminite
La meta-aluminite è un minerale.